# Omar Benjelloun (homme politique)
Pour les articles homonymes, voir Omar Benjelloun et Benjelloun.
Omar Benjelloun (arabe : عمر بنجلون), né en 1936 à Aïn Beni Mathar et assassiné le 18 décembre 1975 à Casablanca par la Chabiba Islamiya, est un idéologue, syndicaliste, ingénieur, avocat et journaliste marocain.

## Parcours politique
Doublement diplômé de Paris en télécommunications et en droit, il rentre au début des années soixante au Maroc en tant que directeur régional des télécommunications à Casablanca.
Il est l'un des fondateurs et dirigeants du parti de l'Union nationale des forces populaires (UNFP) en 1959, devenu Union socialiste des forces populaires (USFP) en 1975, et le directeur de son journal officiel Al-Mouharrir. Omar Benjeloun est aussi l'un des dirigeants de l'Union nationale des étudiants du Maroc (UNEM). Figure syndicaliste, il milite pour démocratiser la centrale syndicale l'Union marocaine du travail (UMT).

## Arrestations, tortures et tentative d'assassinat
En 1963, il est condamné à mort puis gracié à 1964. Il est arrêté en 1966 puis en 1973 et torturé à plusieurs reprises. Le 13 janvier 1973, il est victime d'une tentative d'assassinat. Il reçoit chez lui un gros colis piégé ; méfiant, il l'ouvre avec précaution avant de le jeter au loin : le colis n'a pas explosé. Au même moment, Mohamed El Yazghi, l'un des principaux dirigeants de l'UNFP, reçoit un colis piégé ; son explosion lui a causé de graves infirmités. Les services secrets (DST) de l'État marocain seraient impliqués dans ces tentatives d'assassinat d'opposants socialistes, résultat d'investigations de l'Instance équité et réconciliation (IER).

## Assassinat
Il est assassiné le 18 décembre 1975. La Chabiba islamiya (Jeunesse islamiste) est reconnue comme la commanditaire de cet assassinat,.